# Kurt Warner
Kurtis Eugene Warner (Burlington, 22 juni 1971) is een Amerikaans voormalig American Football-speler die 12 seizoenen in de National Football League (NFL) speelde. Hij speelde als quarterback. Hij speelde onder andere voor Amsterdam Admirals, St. Louis Rams en Arizona Cardinals. In 1999 won hij met St. Louis Rams Super Bowl XXXIV. In diezelfde Super Bowl werd hij verkozen tot meest waardevolle speler.

## Biografie
Warner werd geboren in Burlington, Iowa en speelde football op de Regis High School in Cedar Rapids. Na high school ging Warner naar de Universiteit van Noord-Iowa, waar hij vier jaar voor het football team speelde. Alleen in het laatste jaar mocht hij wedstrijden starten als quarterback. In dat jaar werd hij verkozen tot de Offensive Player of the Year van de Gateway Conference.

## Professionele Carrière

### Green Bay Packers (1994)
Na vier jaar te hebben gespeeld voor de Universiteit van Noord-Iowa werd Warner niet geselecteerd in de NFL Draft van 1994. HIj werd uitgenodigd voor een try-out bij de Green Bay Packers, maar daar mocht hij nog voor het seizoen begon vertrekken. Om rond te kunnen komen werd Warner vakkenvuller bij de Hy-Vee in Cedar Falls, waar hij $5,50 per uur verdiende.

### Iowa Barnstormers (1995-1997)
In 1995 besloot Warner in de Arena Football League (AFL) te gaan spelen, omdat hij bij NFL teams geen kans kreeg. Hij speelde tot en met 1997 voor de Barnstormers, en leidde het team in 1996 en 1997 naar deelname aan de ArenaBowl, de kampioenswedstrijd van de AFL.

### St. Louis Rams (1998-2003)

#### Amsterdam Admirals (1998)
Na getekend te hebben bij de St. Louis Rams, werd Warner naar de Amsterdam Admirals gestuurd, die uitkwamen in de NFL Europe. Hij gooide in dat seizoen de meeste touchdowns en de meeste passing yards van de competitie. Nadat het seizoen was afgelopen keerde Warner terug naar de Rams, waar hij in het seizoen 1998 de derde quarterback was.

#### St. Louis Rams (1999-2003)
In 1999 leidde Warner de Rams, in zijn eerste seizoen in de NFL, naar Super Bowl XXXIV. Hij werd verkozen tot meest waardevolle speler van de NFL en tot meest waardevolle speler van de Super Bowl. Hij was de laatste speler die dit lukte, tot Patrick Mahomes in 2022.
Op 21 juli 2000 tekende Warner een zevenjarig contract bij de Rams met een waarde van $46,5 miljoen.
In 2001 leidde Warner de Rams naar Super Bowl XXXVI. Daarin werd verloren van de New England Patriots.
Op 1 juni 2004 besloten de Rams afscheid te nemen van Warner, na twee seizoenen waarin zijn vorm terugliep en hij werd geplaagd door blessures.

### New York Giants (2004)
Op 3 juni 2004 tekende Warner een éénjarig contract, met een waarde van $3,5 miljoen, bij de New York Giants. Het contract bevatte een optie voor een tweede seizoen, waarin hij $6 miljoen zou verdienen. Nadat Eli Manning de voorkeur kreeg boven Warner (nadat de Giants een record hadden van 5-4 onder Warner), besloot Warner na het seizoen een free agent te worden.

### Arizona Cardinals (2005-2009)
In 2005 tekende Warner een éénjarig contract bij de Cardinals, met een waarde van $4 miljoen. Op 14 februari 2006 tekende Warner een driejarig contract met een waarde van $18 miljoen, wat door prestatiebonussen op kon lopen tot $24 miljoen.
Op 29 januari 2010 kondigde Warner aan zijn carrière te beëindigen.

## Trivia
- De film American Underdog uit 2021 is gebaseerd op het leven van Warner